# Veleposlaništvo Republike Slovenije v Avstraliji
Veleposlaništvo Republike Slovenije v Avstraliji (uradni naziv Veleposlaništvo Republike Slovenije Canberra, Avstralija) je diplomatsko-konzularno predstavništvo (veleposlaništvo) Republike Slovenije s sedežem v Canberri (Avstralija). Poleg te države to veleposlaništvo pokriva še Novo Zelandijo. Veleposlaništvo je bilo odprto leta 1992.
Trenutni veleposlanik je Marko Ham.

## Veleposlaniki (od 2011)
- Marko Ham (2022-danes)
- Jurij Rifelj (2018-2022)[2]
- Helena Drnovšek Zorko (2015-2018)
- Milan Balažic (2011-2014)

## Odpravniki poslov (do 2011)
- Zvone Žigon
- Jure Gašparič
- Mojca Nemec van Gorp
- Gregor Kozovinc
- Bojan Bertoncelj
- Helena Drnovšek-Zorko
- Aljaž Gosnar